# Leucania murcida
Leucania murcida là một loài bướm đêm trong họ Noctuidae.